# Dola de Jong
Pour les articles homonymes, voir de Jong.
Dorothea Rosalie (Dola) de Jong, née le 10 octobre 1911 à Arnhem et morte le 13 novembre 2003  à Laguna Woods, est une écrivaine, journaliste et danseuse néerlandaise et américaine.

## Biographie

### Jeunesse
La famille de Dola de Jong, de confession juive, est née le 10 octobre 1911 à Arnhem dans une famille bourgeoise aisée,. Elle a deux frères plus âgés. Son père est  Salomon Louis de Jong, et sa mère, d'origine allemande, Lotte Rosalie Benjamin, de santé fragile, meurt quand Dola de Jong a cinq ans. Après l'école primaire, elle suit l'école secondaire pour filles. Dès son plus jeune âge, elle montre un talent pour l'écriture. En grandissant, elle décide de devenir danseuse, en totale contradiction avec les idées de son père qui veut l'envoyer dans une école pour jeunes filles à Lausanne. En compromis, elle se lance dans le journalisme, en tant qu'apprentie au Nieuwe Arnhemsche Courant. 
Vers 1930, elle s'installe à Amsterdam. Elle y danse, d'abord avec Lilly Green. Quand Yvonne Georgi (de) vient à Amsterdam, elle y suit des cours et devient membre du ballet de celle-ci. Elle prend également des cours avec Igor Schwezoff et suit un cours d'été avec le ballet de Kurt Jooss au Dartington Hall (en) en Angleterre. Avec le Ballet Yvonne Georgi, elle fait une tournée aux Pays-Bas et est aussi soliste avec une compagnie d'opéra italienne venue aux Pays-Bas pour la saison d'été. En même temps, elle écrit pour des magazines féminins et pour De Telegraaf, sous le pseudonyme Sourit Ballon. Elle publie également plusieurs livres pour enfants et adolescents. Dans om het hart, en 1939, est sa première œuvre littéraire.

### Départ des Pays-Bas
Un jour de printemps 1940, alors qu'elle collecte avec une nièce allemande réfugiée pour le Comité pour les réfugiés juifs (nl), elle reçoit tellement d'insultes qu'elle décide de quitter les Pays-Bas le soir même. Elle voit le danger imminent d'une invasion allemande et part en avril 1940, sans sa famille, quelques semaines seulement avant l'attaque allemande contre les Pays-Bas.
Elle se retrouve à Tanger, au Maroc français, avec son fiancé, le peintre Jan Hoowij, qu'elle épouse, leur plan étant d'aller en Amérique du Sud. Elle ouvre une école de danse à l'hôtel Valentina et y enseigne. L'une de ses étudiantes est une petite fille au pied tordu[réf. nécessaire]. Elle réussit à l'arranger[pas clair] et, en remerciement, le père, un homme influent, leur obtient un visa pour les États-Unis. En juin 1941, ils partent pour New York via Lisbonne. À cette époque, elle est déjà sur le point de se faire un nom en tant qu'écrivaine. Déjà en 1941, à Tanger, elle écrivait à l'éditeur Dirk de Jonge qu'un livre pour enfants serait probablement publié à New York. Apparemment, à cette époque, elle a déjà des contacts avec des éditeurs américains. Entre-temps, aux Pays-Bas, elle est déjà sur la liste noire des auteurs juifs.
À New York, elle vend les droits de Knikkernik, Knakkernak et Knokkernok assez rapidement et peu après, elle reçoit une avance de mille dollars de Maxwell Perkins, éditeur chez Scribner, pour l'écriture d'un livre qui sera En de akker is de wereld (titre anglais And The Field Is The World, 1945), qui reçoit le Prozaprijs van de gemeente Amsterdam en 1947, précurseur du prix Multatuli. Ce livre, qui traite des enfants réfugiés au Maroc, est l'un des premiers romans sur la Seconde Guerre mondiale. Aux États-Unis, elle a eu du succès avec The level land et Return to the level land, des livres sur les Pays-Bas juste avant et juste après la Seconde Guerre mondiale. Pour gagner de l'argent, elle danse avec le cirque de Bernard van Leer (nl). Elle divorce alors de Jan Hoowij et épouse ensuite Robert Joseph.

### Après-guerre
Elle obtient la nationalité américaine en 1947. Elle écrit pour des magazines néerlandais, travaille pour la radio et comme agent littéraire pour des éditeurs américains. En 1954, paraît De thuiswacht (en anglais  The Tree and The Vine), qui fait sensation car il a pour sujet un couple lesbien durant la Seconde Guerre mondiale, et qui reste son œuvre la plus connue.Plus tard, en 1962, elle écrit The House on Charlton Street (1962), pour lequel elle est nommée pour le Prix Edgar-Allan-Poe, et The Whirligig of Time (1964), pour lequel elle reçoit le prix. Elle traduit ensuite le roman en néerlandais, sous le titre De draaitol van de tijd (1965).
Après un séjour de sept ans aux Pays-Bas dans les années soixante-dix, elle retourne à New York. Elle n'arrive plus à s'ancrer aux Pays-Bas, à cause de la persécution des Juifs durant la guerre, pendant laquelle elle avait perdu beaucoup de membres de sa famille, mais n'est pas non plus vraiment enracinée aux États-Unis. À son retour à New York, en 1978, reprend des études à l'Empire State College et obtient, en 1983, une licence de psychologie et littérature. Elle enseigne l'écriture créative dans cette école jusqu'à ses 78 ans. 
Malade, elle quitte finalement New York en 1995 pour s'installer à Laguna Woods, en Californie, à proximité de son fils Ian.
Elle y décède le 12 novembre 2003, à l'âge de 92 ans. 
Dola de Jong est l'autrice de 22 livres pour adultes et enfants. 

## Distinctions
- 1947 : Prozaprijs van de gemeente Amsterdam pour En de akker is de wereld[2]
- 1963 : nomination au prix Edgar-Allan-Poe pour The House on Charlton Street[2]
- 1964 : nomination au prix Edgar-Allan-Poe pour The Whirligig of Time[8]

## Œuvres
- Pieter loopt een blauwtje, avec Mies Moussault, ill. Co Enter , 1933
- Tussen huis en horizon, ill. Rie Reinderhoff, 1936 ou 1938
- Dans om het hart, 1939
- Gastvrouw in het groot, ill. Rie Reinderhoff, 1939
- Van Klaas Vaak en zijn brave zandkaboutertjes, ill. Phiny Dick, 1939
- En de akker is de wereld, 1940

- Knikkernik, Knakkernak en Knokkernok, ill. Marten Toonder, 1940 ou 1942
- Burgemeester Jan, ill. Uschi, 1941
- The Level Land, ill. Jan Hoowij, 1943
- The picture story of Holland, ill. Gerard Hordyk, 1946
- Return to the level land, ill. Jane Castle, 1947
- De thuiswacht, 1954[6]
  - Les désirs flous, trad. de Mireille Cohendy, Marseille, Les éditions du typhon, 2022, 165 p.
- By Marvelous Agreement, 1960
- The House on Charlton Street, 1962
- One Summer’s Secret, 1963
- The Whirligig of Time, 1964[1]